# 그로모프-위튼 불변량
수학에서, 그로모프-위튼 불변량(Громов-Witten不變量, 영어: Gromov–Witten invariant)은 주어진 심플렉틱 다양체 위의 정칙 곡선의 수를 헤아리는 불변량이다. 위상 끈 이론의 A모형의 관측 가능량이다.

## 정의
{\displaystyle (M,\omega )}이 {\displaystyle 2d}차원 콤팩트 심플렉틱 다양체이며, {\displaystyle \alpha \in \operatorname {H} _{2}(M;\mathbb {Z} )}이 주어졌다고 하자.

### 안정 사상의 모듈러스 공간
{\displaystyle {\mathcal {M}}_{g,n}}이 {\displaystyle n}개의 점들이 주어진 종수 {\displaystyle g}의 리만 곡면의 모듈러스 스택이라고 하자. {\displaystyle M} 위에 심플렉틱 구조 {\displaystyle \omega }와 호환되는 임의의 개복소구조 {\displaystyle J}를 주고, {\displaystyle {\mathcal {M}}_{g,n}(M;\alpha )}가 안정 사상(영어: stable map) {\displaystyle f\colon \Sigma _{g}\to M} 가운데, {\displaystyle f(\Sigma _{g})\simeq \alpha }인 것들의 모듈라이 공간이라고 하자.
{\displaystyle {\mathcal {M}}_{g,n}(M;\alpha )}의 차원은 다음과 같다.
{\displaystyle \dim {\mathcal {M}}_{g,n}(M;\alpha )=2c_{1}^{M}(\alpha )+(2d-6)(1-g)+2n}
{\displaystyle {\mathcal {M}}_{g,n}(M;\alpha )}의 점들은 다음과 같은 꼴이다.
{\displaystyle (\Sigma ,z_{1},\dots ,z_{n},f)}
여기서 {\displaystyle \Sigma }는 종수 {\displaystyle g}의 리만 곡면이며, {\displaystyle z_{1},\dots ,z_{n}\in \Sigma }은 리만 곡면 위의 점들이며, {\displaystyle f\colon \Sigma \to M}은 {\displaystyle J}에 대하여 정칙 사상이다.

### 그로모프-위튼 불변량
다음과 같은 값매김 사상(영어: evaluation map)이 존재한다.
{\displaystyle \operatorname {ev} \colon {\mathcal {M}}_{g,n}(M;\alpha )\to {\mathcal {M}}_{g,n}\times M^{n}}
{\displaystyle \operatorname {ev} \colon (\Sigma ,z_{1},\dots ,z_{n},f)\mapsto (\Sigma ,f(z_{1}),\dots ,f(z_{n}))}
그렇다면 {\displaystyle M}의 그로모프-위튼 호몰로지류 {\displaystyle \operatorname {GW} _{g,n}^{M,\alpha }}은 {\displaystyle M}의 기본류의 값매김 사상에 대한 상이다.
{\displaystyle \operatorname {GW} _{g,n}^{M,\alpha }=\operatorname {ev} ([M])\in \operatorname {H} _{\dim {\mathcal {M}}_{g,n}(X,\alpha )}({\mathcal {M}}_{g,n}\times M^{n};\mathbb {Q} )}
임의의 호몰로지류
{\displaystyle \beta \in {\mathcal {M}}_{g,n}}
{\displaystyle \gamma _{1},\dots ,\gamma _{n}\in \operatorname {H} (M;\mathbb {Z} )}
에 대하여, 그로모프-위튼 불변량은 다음과 같은 유리수이다.
{\displaystyle \operatorname {GW} _{g,n}^{M,\alpha }(\beta ,\gamma _{1},\dots ,\gamma _{n})=\operatorname {PD} (\operatorname {GW} _{g,n}^{M,\alpha })(\beta \times \gamma _{1}\times \cdots \times \gamma _{n})\in \mathbb {Q} }
여기서 {\displaystyle \operatorname {PD} }는 푸앵카레 쌍대를 뜻한다.
그로모프-위튼 불변량 {\displaystyle \operatorname {GW} _{g,n}^{M,\alpha }(\beta ,\gamma _{1},\dots ,\gamma _{n})}은 정칙 사상 {\displaystyle f\colon \Sigma _{g}\to M} 가운데
- {\displaystyle f([\Sigma _{g}])\simeq \alpha }
- {\displaystyle \Sigma _{g}\in \beta }
- {\displaystyle f(z_{i})\in \gamma _{i}}

인 것들의 수를 센다. 이는 가상적(영어: virtual) 수이며, 따라서 음수이거나 유리수일 수 있다.

## 참고 문헌
- 조용승 (2012). 《지표이론》. 경문사. ISBN 978-89-6105-622-9. 2014년 11월 12일에 원본 문서에서 보존된 문서. 2015년 7월 13일에 확인함.
- 조용승 (2000). “심플렉틱 다양체의 불변량”. 《Communications of the Korean Mathematical Society》 15 (3): 391–434. ISSN 1225-1763. 2015년 7월 13일에 원본 문서에서 보존된 문서. 2015년 7월 13일에 확인함.
- McDuff, Dusa; Salamon, Dietmar (2012). 《{\displaystyle J}-holomorphic curves and symplectic topology》. American Mathematical Society colloquium publications (영어) 52 2판. American Mathematical Society. ISBN 978-0-8218-8746-2. |제목=에 지움 문자가 있음(위치 1) (도움말)
- Fulton, W.; Pandharipande, R. (1996). “Notes on stable maps and quantum cohomology” (영어). arXiv:alg-geom/9608011.

## 같이 보기
- 양자 코호몰로지
- 위상 끈 이론